# Ikerasaarsuk Helistop
Ikerasaarsuk Helistop (IATA: , ICAO: BGIK) er en grønlandsk flyveplads beliggende i Ikerasaarsuk med et landingsområde med en radius på 15 m. I 2008 var der 93 afrejsende passagerer fra flyvepladsen fordelt på 32 starter (gennemsnitligt 2,91 passagerer pr. start).
Ikerasaarsuk Helistop drives af Mittarfeqarfiit, Grønlands Lufthavnsvæsen. Statens Luftfartsvæsen fører tilsyn med flyvepladsen.

## Eksterne links
- AIP for BGIK fra Statens Luftfartsvæsen Arkiveret 24. februar 2012 hos  Wayback Machine